# 미키 에코
미키 에코(Mikky Ekko, 1984년 12월 17일 ~ )는 미국의 싱어송라이터, 음악 프로듀서이다.